# مسابقات کاراته قهرمانی آسیا ۲۰۲۱
مسابقات قهرمانی کاراته آسیا 2021 هفدهمین دوره مسابقات قهرمانی کاراته بزرگسالان آسیا بود و از ۲۹ آذر ۱۴۰۰ به مدت پنج روز در آلماتی، قزاقستان برگزار شد. این مراسم در کاخ ورزش بالوان شولک آلماتی برگزار شد.

### مردان
| Event              | طلا | نقره | برنز |
| ------------------ | --- | --- | --- |
| کاتا انفرادی       | ریو کیونا · ژاپن                                                                                                  | احمد زیگی زارستا یودا · اندونزی                                                                               | ابوالفضل شهرجردی · ایران                                                                                          |
| کاتا انفرادی       | ریو کیونا · ژاپن                                                                                                  | احمد زیگی زارستا یودا · اندونزی                                                                               | محمد الموسوی · کویت                                                                                               |
| کاتا تیمی          | ژاپن · آراتا کینجو · ریو کیونا · تاکویا امورا                                                                     | ایران · میلاد فرازمهر · ابوالفضل شهرجردی · علی زند                                                            | اندونزی · آلبیادی · اندی دارموان · اندی تومی آدیتیا مردانا                                                        |
| کاتا تیمی          | ژاپن · آراتا کینجو · ریو کیونا · تاکویا امورا                                                                     | ایران · میلاد فرازمهر · ابوالفضل شهرجردی · علی زند                                                            | کویت · محمد الموسوی · سلمان الموسوی · محمد بدر                                                                    |
| کومیته ۵۵- کیلوگرم | آندری آکتائوف · قزاقستان                                                                                          | یاسر برگی · عربستان سعودی                                                                                     | آری ساپوترا · اندونزی                                                                                             |
| کومیته ۵۵- کیلوگرم | آندری آکتائوف · قزاقستان                                                                                          | یاسر برگی · عربستان سعودی                                                                                     | پوریا اقدسی · ایران                                                                                               |
| کومیته ۶۰- کیلوگرم | عبدالله حماد · اردن                                                                                               | علی مسکینی · ایران                                                                                            | عبدالله شعبان · کویت                                                                                              |
| کومیته ۶۰- کیلوگرم | عبدالله حماد · اردن                                                                                               | علی مسکینی · ایران                                                                                            | بدر العتیبی · عربستان سعودی                                                                                       |
| کومیته ۶۷- کیلوگرم | سوئیچیرو ناکانو · ژاپن                                                                                            | فهد الخاتمی · عربستان سعودی                                                                                   | دیدار امیرعلی · قزاقستان                                                                                          |
| کومیته ۶۷- کیلوگرم | سوئیچیرو ناکانو · ژاپن                                                                                            | فهد الخاتمی · عربستان سعودی                                                                                   | عبدالرحمن المصاطفه · اردن                                                                                         |
| کومیته ۷۵- کیلوگرم | یوسی ساکیاما · ژاپن                                                                                               | سلطان الزهرانی · عربستان سعودی                                                                                | نورکانات آژیکانوف · قزاقستان                                                                                      |
| کومیته ۷۵- کیلوگرم | یوسی ساکیاما · ژاپن                                                                                               | سلطان الزهرانی · عربستان سعودی                                                                                | علی‌اصغر آسیابری · ایران                                                                                           |
| کومیته ۸۴- کیلوگرم | ذبیح‌الله پورشیب · ایران                                                                                           | ریکیتو شیمادا · ژاپن                                                                                          | وو چون وی · تایوان                                                                                                |
| کومیته ۸۴- کیلوگرم | ذبیح‌الله پورشیب · ایران                                                                                           | ریکیتو شیمادا · ژاپن                                                                                          | بک جون هیوک · کرهٔ جنوبی                                                                                           |
| کومیته ۸۴+ کیلوگرم | طارق حامدی · عربستان سعودی                                                                                        | صالح اباذری · ایران                                                                                           | سلیمان الملا · امارات متحدهٔ عربی                                                                                  |
| کومیته ۸۴+ کیلوگرم | طارق حامدی · عربستان سعودی                                                                                        | صالح اباذری · ایران                                                                                           | آدیلت شادیکانوف · قرقیزستان                                                                                       |
| کومیته تیمی        | قزاقستان · نورکانات آژیکانوف · ایگور چیخماروف · ابیلای تولتای · نورنیاز یلداشوف · سپندیار یربکبک · دانیار یولداشف | ایران · صالح اباذری · مهدی آشوری · کیوان بابان · سجاد گنج زاده · سامان حیدری · مهدی خدابخشی · ذبیح‌الله پورشیب | عربستان سعودی · فهد الخاتمی · محمد المالکی · فرج النشری · بدر العتیبی · سلطان الزهرانی · طارق حامدی · سناد سفیانی |
| کومیته تیمی        | قزاقستان · نورکانات آژیکانوف · ایگور چیخماروف · ابیلای تولتای · نورنیاز یلداشوف · سپندیار یربکبک · دانیار یولداشف | ایران · صالح اباذری · مهدی آشوری · کیوان بابان · سجاد گنج زاده · سامان حیدری · مهدی خدابخشی · ذبیح‌الله پورشیب | اردن · زکی ابوقود · عبدالرحمن المصاطفه · عبدالله حماد · محمود سجان · عمر شقره                                     |

### زنان
| Event              | طلا                                                               | نقره                                                                          | برنز                                                                             |
| ------------------ | ----------------------------------------------------------------- | ----------------------------------------------------------------------------- | -------------------------------------------------------------------------------- |
| کاتا انفرادی       | هیکارو اونو · ژاپن                                                | کریسدا پوتری آپریلیا · اندونزی                                                | ساکورا آلفورته · فیلیپین                                                         |
| کاتا انفرادی       | هیکارو اونو · ژاپن                                                | کریسدا پوتری آپریلیا · اندونزی                                                | گریس لاو · هنگ کنگ                                                               |
| کاتا تیمی          | ژاپن · سائوری ایشی باشی · ساع طیرا · میساکی یابوموتو              | اندونزی · امیلیا سری هاناندیتا · آنوگره نورول لاکی · دیان مونیکا نبابان       | ایران · نجمه قاضی زاده · شادی جعفری زاده · الناز تقی پور                         |
| کاتا تیمی          | ژاپن · سائوری ایشی باشی · ساع طیرا · میساکی یابوموتو              | اندونزی · امیلیا سری هاناندیتا · آنوگره نورول لاکی · دیان مونیکا نبابان       | هنگ کنگ · ما کا من · ونگ سی من · وو لوک من                                       |
| کومیته ۵۰- کیلوگرم | مولدیر ژانگبیربای · قزاقستان                                      | جونا سوکی · فیلیپین                                                           | گس هی او-دوبله · تایوان                                                          |
| کومیته ۵۰- کیلوگرم | مولدیر ژانگبیربای · قزاقستان                                      | جونا سوکی · فیلیپین                                                           | تسانگ یی تینگ · هنگ کنگ                                                          |
| کومیته ۵۵- کیلگرم  | هوانگ تی مای تام · ویتنام                                         | کن تسوئی پینک · تایوان                                                        | کوک ایستری آگونگ سانیستیارانی · اندونزی                                          |
| کومیته ۵۵- کیلگرم  | هوانگ تی مای تام · ویتنام                                         | کن تسوئی پینک · تایوان                                                        | طراوت خاکسار · ایران                                                             |
| کومیته ۶۱- کیلوگرم | سارا العامری · امارات متحدهٔ عربی                                  | جیمی لیم · فیلیپین                                                            | رزیتا علیپور · ایران                                                             |
| کومیته ۶۱- کیلوگرم | سارا العامری · امارات متحدهٔ عربی                                  | جیمی لیم · فیلیپین                                                            | کیمبات تویتونوا · قرقیزستان                                                      |
| کومیته ۶۸- کیلوگرم | کایو سامیا · ژاپن                                                 | مبینا حیدری · ایران                                                           | هو تهی تهو حین · ویتنام                                                          |
| کومیته ۶۸- کیلوگرم | کایو سامیا · ژاپن                                                 | مبینا حیدری · ایران                                                           | آسل کانای · قزاقستان                                                             |
| کومیته ۶۸+ کیلوگرم | یوزوکی ساوا · ژاپن                                                | صوفیا برولتسوا · قزاقستان                                                     | لیلا برجعلی · ایران                                                              |
| کومیته ۶۸+ کیلوگرم | یوزوکی ساوا · ژاپن                                                | صوفیا برولتسوا · قزاقستان                                                     | کوالین سونگکلین · تایلند                                                         |
| کومیته تیمی        | ویتنام · دین تهیونگ · هو هی تو · هوانگ تهی می تم · نگوین تی نگوان | امارات متحده عربی · ساره العامری · حوراء العجمی · الیزیه اسماعیل · فاطمه خسیف | ژاپن · یوزوکی ساوا · کایو سامیا · مایا سوزوکی · سومیکا یازاوا                    |
| کومیته تیمی        | ویتنام · دین تهیونگ · هو هی تو · هوانگ تهی می تم · نگوین تی نگوان | امارات متحده عربی · ساره العامری · حوراء العجمی · الیزیه اسماعیل · فاطمه خسیف | قزاقستان · مدینا علیمانوا · صوفیا برولتسوا · سابینا زاخارووا · مولدیر ژانگبیربای |

| رتبه            | کشور              | طلا | نقره | برنز | مجموع |
| --------------- | ----------------- | --- | ---- | ---- | ----- |
| ۱               | ژاپن              | ۸   | ۱    | ۱    | ۱۰    |
| ۲               | قزاقستان          | ۳   | ۱    | ۴    | ۸     |
| ۳               | ویتنام            | ۲   | ۰    | ۱    | ۳     |
| ۴               | ایران             | ۱   | ۵    | ۷    | ۱۳    |
| ۵               | عربستان سعودی     | ۱   | ۳    | ۲    | ۶     |
| ۶               | امارات متحدهٔ عربی | ۱   | ۱    | ۱    | ۳     |
| ۷               | اردن              | ۱   | ۰    | ۲    | ۳     |
| ۸               | اندونزی           | ۰   | ۳    | ۳    | ۶     |
| ۹               | فیلیپین           | ۰   | ۲    | ۱    | ۳     |
| ۱۰              | تایوان            | ۰   | ۱    | ۲    | ۳     |
| ۱۱              | هنگ کنگ           | ۰   | ۰    | ۳    | ۳     |
| ۱۱              | کویت              | ۰   | ۰    | ۳    | ۳     |
| ۱۳              | قرقیزستان         | ۰   | ۰    | ۲    | ۲     |
| ۱۴              | تایلند            | ۰   | ۰    | ۱    | ۱     |
| ۱۴              | کرهٔ جنوبی         | ۰   | ۰    | ۱    | ۱     |
| مجموع (۱۵ کشور) | مجموع (۱۵ کشور)   | ۱۷  | ۱۷   | ۳۴   | ۶۸    |

1. ↑  "AKF Senior and Cadet, Junior & U21 Championships move to Kazakhstan". News of World Karate Federation (WKF).
2. ↑  "Official World Karate Federation Calendar 2021". World Karate Federation (WKF).
3. ↑  "Asian Karate Federation moves Asian Championships to Kazakhstan". Insidethe Games.
4. ↑  "New kings and queens of Karate in Asia to be crowned in Kazakhstan". World Karate Federation. 16 December 2021. Archived from the original on 2021-12-16. Retrieved 22 December 2021.
5. ↑  Burke, Patrick (19 December 2021). "Espinós hails historic year for karate prior to Asian Senior Championships in Almaty". Retrieved 22 December 2021.